# عررهن قرية (حديبو)

تعديل مصدري - تعديل

عررهن قرية هي إحدى قرى مديرية حديبو التابعة لمحافظة سقطرى، بلغ تعداد سكانها 202 نسمة حسب تعداد اليمن لعام 2004.